# Dasypyrum hordeaceum
Dasypyrum hordeaceum, vrsta  trajnica, rizomatoznog geofita iz porodice trava, jedna od dviju vrsta u rodu Hajnaldija. Vrsta je u Europi ograničena na južnogrčke planine Taiyetos, a u Africi raste u Maroku i Alžiru. 

## Sinonimi
- Dasypyrum breviaristatum (H.Lindb.) Fred.; Nordic J. Bot. 11: 140 (1991)
- Dasypyrum hordeaceum var. velutinum (Maire) Maire & Weiller; Fl. Afrique N. 3: 335 (1955)
- Haynaldia breviaristata H.Lindb.; Acta Soc. Sci. Fenn., Ser. B, Opera Biol. 1(2): 17 (1932)
- Haynaldia hordeacea Hack.; Engl. & Prantl, Nat. Pflanzenfam. 2(2): 80 (1887)
- Haynaldia hordeacea var. breviaristata (H.Lindb.) Maire; Bull. Soc. Hist. Nat. Afrique N. 25: 235 (1934)
- Haynaldia hordeacea var. velutina Maire; Bull. Soc. Hist. Nat. Afrique N. 25: 235 (1934)
- Triticum breviaristatum H.Lindb.; Acta Soc. Sci. Fenn., Ser. B, Opera Biol. 1(2): 17 (1932), pro syn.
- Triticum hordeaceum Coss. & Durieu; Bull. Soc. Bot. France 2: 312 (1855), nom. illeg.